# Sentiero degli Dei

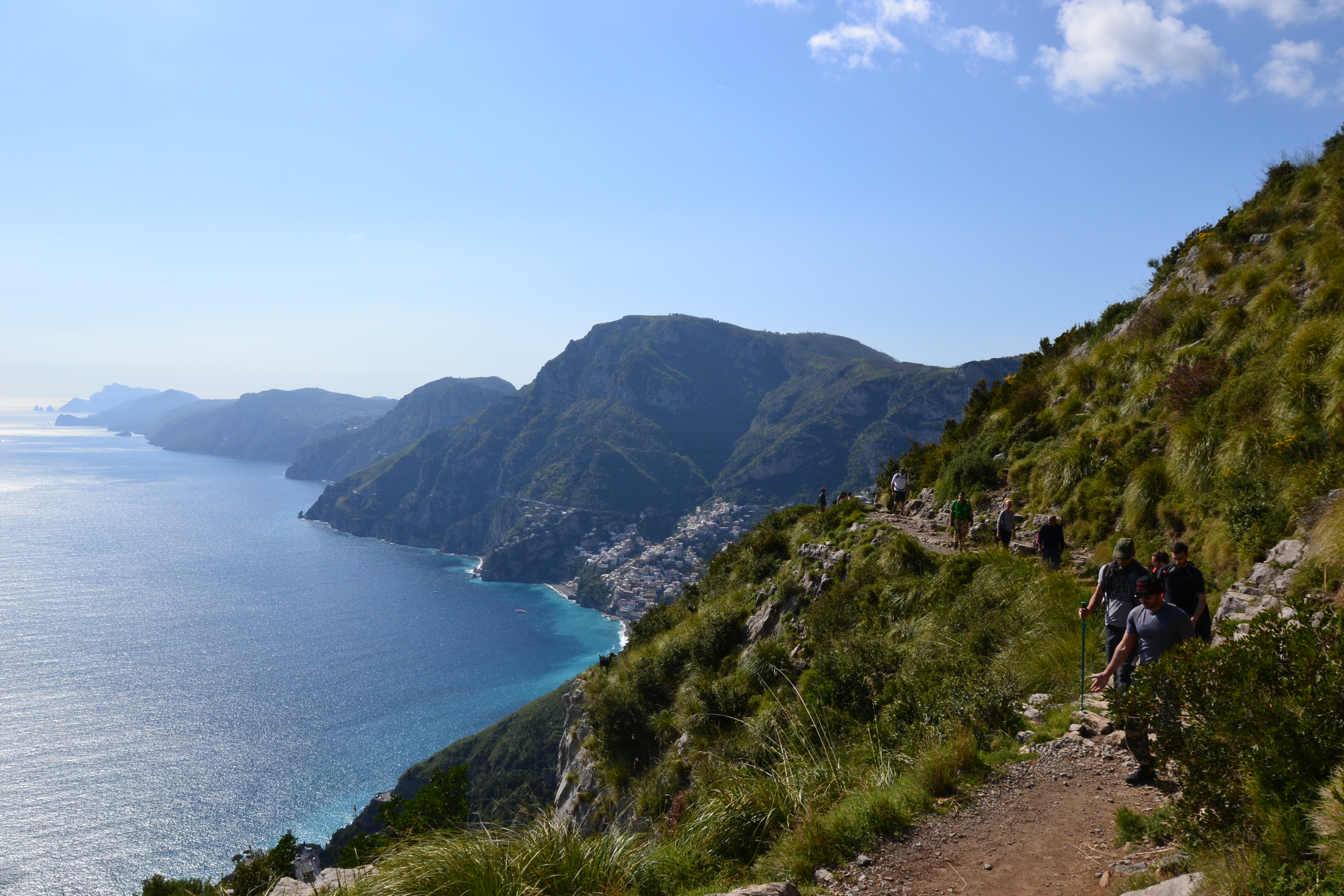
Pad der Goden, met zicht op het schiereiland van Sorrento

Het Sentiero degli Dei of het Pad der Goden is een wandelpad tussen de Amalfikust en de zuidkust van het schiereiland van Sorrento of Sorrentina. De twee kustlijnen liggen naast elkaar in de Golf van Salerno, in de Zuid-Italiaanse regio Campanië. Het wandelpad maakt deel uit van het UNESCO Werelderfgoed Amalfikust.

## Gebergte
Het gebergte dat de ruggengraat is van het schiereiland Sorrento is een uitloper van de zuidelijke Apennijnen. Het deel op het schiereiland Sorrento heeft een eigen naam, namelijk de Monti Lattari. Het Pad der Goden loopt in de Monti Lattari.

## Wandelpad
Het pad loopt van het oosten in het plaatsje Bomerano, in de gemeente Agerola, westwaarts naar Nocello, een bergdorpje van de stad Positano. Reisgidsen raden aan om de weg te doorlopen van oost naar west; hierdoor kijk je steeds naar het schiereiland van Sorrento. De zichten zijn dan ook een van de mooiste in de toeristisch populaire Amalfikust. Het pad is negen km lang. Het eiland Capri en het archipel Li Galli in de Tyrrheense Zee zijn goed te zien. Het wandelpad kent enkele varianten met een parcours naar rotspunten.

## Naam
De naam wordt toegeschreven aan de Griekse sage over Odysseus. Odysseus weerstond de zang van de Sirenen, die woonden op het archipel Li Galli. De goden (en godinnen) kwamen Odysseus ter hulp via dit wandelpad, de snelste weg van het vasteland naar Li Galli.